# 2012年中国反日示威活动
2012年中国反日示威發生於2012年8月-9月，分为两阶段。第一階段主要是和平示威，抗议日本8月15日扣押香港啟豐二號船員登上釣魚島。第二階段始於2012年9月10日日本政府购买钓鱼岛，部分城市演變成針對領事館、日企、日貨、中國無辜平民的打砸搶、暴力騷亂，故又稱「2012年反日暴動」。

## 導火線
中國抵制洋貨史最早追溯至1905年。

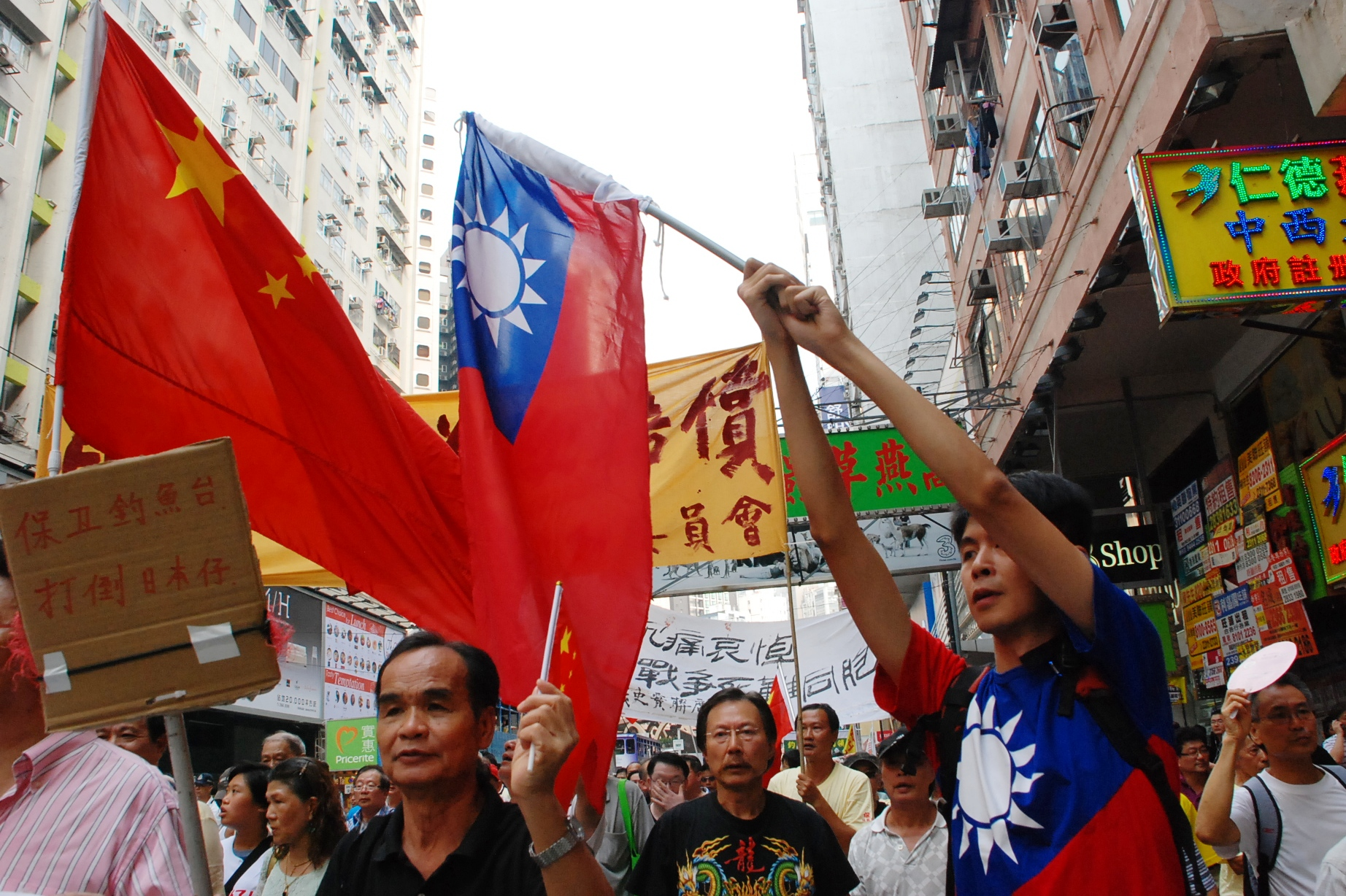
標語「保衛釣魚台，打倒日本仔」。钓鱼岛问题成為中華民國—日本關係和中華人民共和國—日本關係的持續問題。

1971年以來钓鱼岛及其附属岛屿主权问题成為中華民國—日本關係和中華人民共和國—日本關係的持續問題。2012年4月16日，日本东京都知事石原慎太郎表示东京政府决定从私人手中购买钓鱼岛。東京都政府若成功購得釣魚島的地權，可以依法土地開發，例如建设旅遊設施，並可能以受中國威脅等理由要求海上保安廳和自衛隊保護。日本首相野田佳彥擔心其外交和國防政策將受石原慎太郎等強硬派脅迫而不可控，決定釣魚台國有化。野田佳彥7月24日表示争取2013年钓鱼岛国有化。
日本國家戰略大臣前原誠司在2012年10月12日接受朝日電視台專訪，透露當年8月19日首相官邸會談，東京都知事石原慎太郎聲言就算日本國政府與中國開戰都在所不惜購買釣魚島。前原誠司不滿問題由石原慎太郎引爆卻要日本政府包底買單，並指东京都态度强硬令政府为难。野田佳彥的做法不為中华人民共和国和中华民国政府和民间理解。
2012年8月15日日本投降周年紀念，香港保釣行動委員會人員駕啟豐二號登陸釣魚台。沖繩縣警察局和日本海上保安廳按不同罪名扣押全船14名華人（包括鳳凰衛視的記者），隨后释放。8月19日，10名日本右翼登陆钓鱼岛。8月20日，冲绳县警察拟以违反轻犯罪法起诉10名登钓日本右翼。
9月10日日本政府购买钓鱼岛。

## 抗議對象和日貨種類

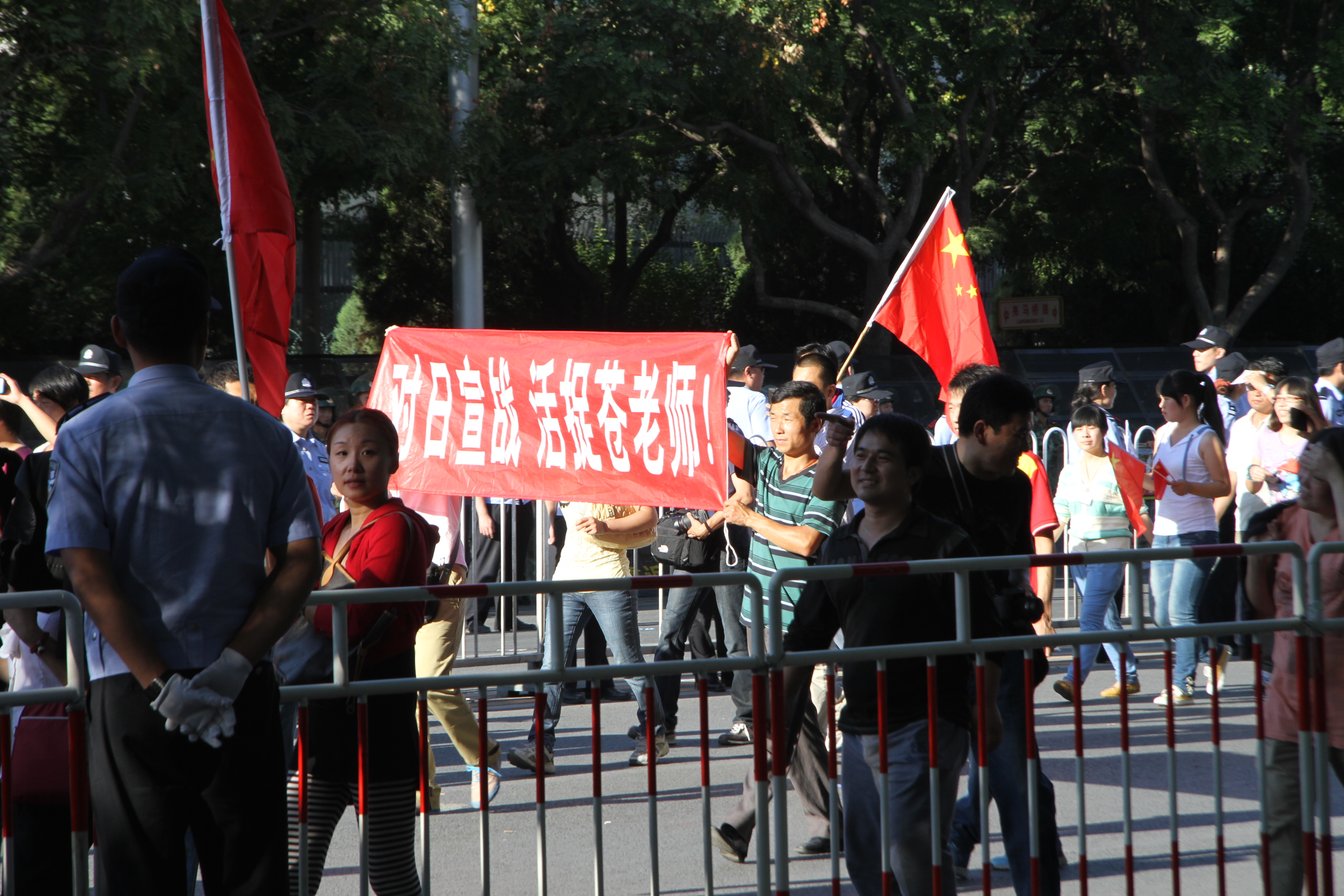
9月17日北京游行“对日宣战，活捉苍老师”标语。“苍老师”指日本AV女优苍井空

被抗議的日貨種類有選擇性，日產汽車被砸的機會極高。較著名有日本品牌的深圳警車被砸，日本品牌私車車主被暴徒用U形鋼鎖打穿頭部顱骨，永久失去行走及語言能力。一位穿着带有反日标语T恤的青年，手里却拿着日本佳能公司生产的单反相机。標語有抵制日本成人電影演員的口號“抵制日货，从此不看苍井空”和“对日宣战活捉苍老师”，但更多人認為日本成人電影不必抵制，「钓鱼岛是中国的，苍井空是世界的」的標語在中國極流行，於2012年亚足联冠军联赛廣州恒大賽場、路邊商店、游行隊伍上均有出現。還有混水摸魚的暴徒以「钓鱼岛的事情弄的老子心情不好」藉口隨意暴打中國路人。

## 抗议香港登釣船員被扣押

### 8月抗议時間線
啟豐二號登陸釣魚台被扣押後，中国大陆互联网号召民众于8月19日10时在中国各城市游行。8月19日十几个城市舉反日游行。在第一輪游行已經出現打砸現像，雖然規模比第二輪游行為小。CNN评论指出2012年10月即將中共十八大换届，而日本野田内阁無意在釣魚台、南千島列島、竹島的領土爭議糾纏，双方可能很快平息事件。
北京
8月15日开始，北京陆续有民众到日本驻华大使馆前抗议。8月19日上午9时许，陆续有民众举着“还我钓鱼岛”、“日本认罪”等标语到日本大使馆前抗议。
深圳
8月19日上午10时许，数千名民众开始从深圳华强北的赛格广场向东游行，民众高呼“捍卫钓鱼岛”、“打倒日本帝国主义”等口号，举着不同的标语，高唱中华人民共和国国歌，并且呼吁抵制日货，要求政府收复钓鱼岛，有的民众撕毁日本国旗并践踏。在游行示威过程中不少日本品牌的车辆被示威人群推翻， 其中一辆日本品牌的深圳警车也推翻，并且有人爬上车，使用铁棍敲击车身。一间日本餐厅的招牌被破坏，摆放在餐厅门口的盆栽被打破。在前往火车站的途中，示威人士向一家二楼的拉面馆丢石块袭击。一位穿着带有反日标语T恤的青年，手里却拿着日本佳能公司生产的单反相机 。游行活动一直持续到下午2时许，游行队伍到达深圳体育馆后，大部分民众陆续散去。到达深圳体育馆后，政府派遣大量武警到达现场，并宣布因示威过程发生暴力事件，要求结束游行，随后开始驱赶示威民众，并带走数名过激示威者。
9月14日，深圳警方证实在示威活动中有4人因为故意打砸路边车辆，而涉嫌侵犯他人财产，已被检察院批准逮捕。
济南
8月19日上午10时许，超过2000名群众在济南泉城广场游行，抗议日本右翼分子「非法」登陆钓鱼岛。示威民众高唱国歌，高举国旗和“警惕日本军国主义”、“中国钓鱼岛不容侵犯”、“钓鱼岛是中国固有领土”等标语。
青岛
8月19日上午10时许，青岛市上千名民众从青岛大学走向日本驻青岛总领事馆，进行游行示威，高喊“滚出钓鱼岛”、“捍卫国家主权”等口号。
广州
8月19日上午10时许，部分广州市民在日本驻广州总领事馆门前聚集示威，10时30分，在游行两圈后回到领事馆前，有部分民众开始在领事馆门前静坐示威。
其他地区
8月19日，同样在其他城市如太原、沈阳、长春、哈尔滨、成都、郑州、长沙、贵阳、临沂、杭州、苏州、淄博、济宁也爆发了大小规模不一的反日流行示威，其中太原的示威人数约有一千人，淄博示威群众约有上千人，杭州也有数百人参加了游行。整个游行过程均有警察在现场维持秩序，游行活动整体平稳。

### 雙方政府態度
8月19日，外交部向日本驻华大使抗议日本右翼登上钓鱼岛。同日，日本外務省事务次官佐佐江贤一郎回绝中國抗議，并对中国反日示威感到遗憾。8月20日，内阁官房长官藤村修在新闻发布会上称：“两国都不想让尖阁列岛（中国称钓鱼岛）问题影响整体双边关系。”8月20日，日本执政党民主党制定了决议草案，要求日本政府采取措施防止中国保钓人士登上钓鱼岛。
8月20日，福建省政府推迟原定于9月4日与日本冲绳县政府在福建举行的交流纪念活动。

## 抗議購島
9月10日，日本政府正式购买钓鱼岛，中国各地零星发生反日游行活动，在上海，有数名日本人被中国人打伤。 9月15日和16日，反日游行升级，根据NHK统计，在9月15日，中国有50多个城市发生反日示威活动，游行人数和城市数超过了2005年中国反日游行，更重要的，是此次活动还蔓延到了小城市和县级市。为20多年来罕见。 有媒体指此次为“中日建交40年來最大規模的反日浪潮”。 9月16日，再度爆发示威游行活动。据NHK报道，當天中国有80余座城市发生反日游行示威活动，15日没有发生游行示威活动的辽宁抚顺和海南海口等地也都发生了示威活动。重慶當地的遊行隊伍出現了中華民國國旗。 9月18日，在九一八事变81周年纪念日，虽然当天是周二，中国各地仍然再度爆发大规模抗议示威活动，全国共有117座城市发生了抗议示威，为中日邦交正常化以来之最。北京日本大使馆和沈阳日本总领事馆均有窗玻璃被示威者砸破。 9月19日，由于中国政府采取措施限制民众示威游行，如北京公安局向市民发送不要再去使馆区游行的短信，全国范围的示威活动趋于平息，北京日本大使馆前持续8天的示威活动没有再次发生，当日全国仅有上海等5座城市发生反日示威活动。 9月20日，仍有深圳等地发生示威活动。 日本政府正式国有化后的第二个周末，9月22日，政府采取了严格措施，全国只有上海和湖北省与云南省的部分地区爆发了短时间小规模的示威活动，没有发生大规模示威游行。 9月23日，中国共有上海，广州，重庆等6个城市爆发小规模反日示威游行。

### 9月抗議時間線

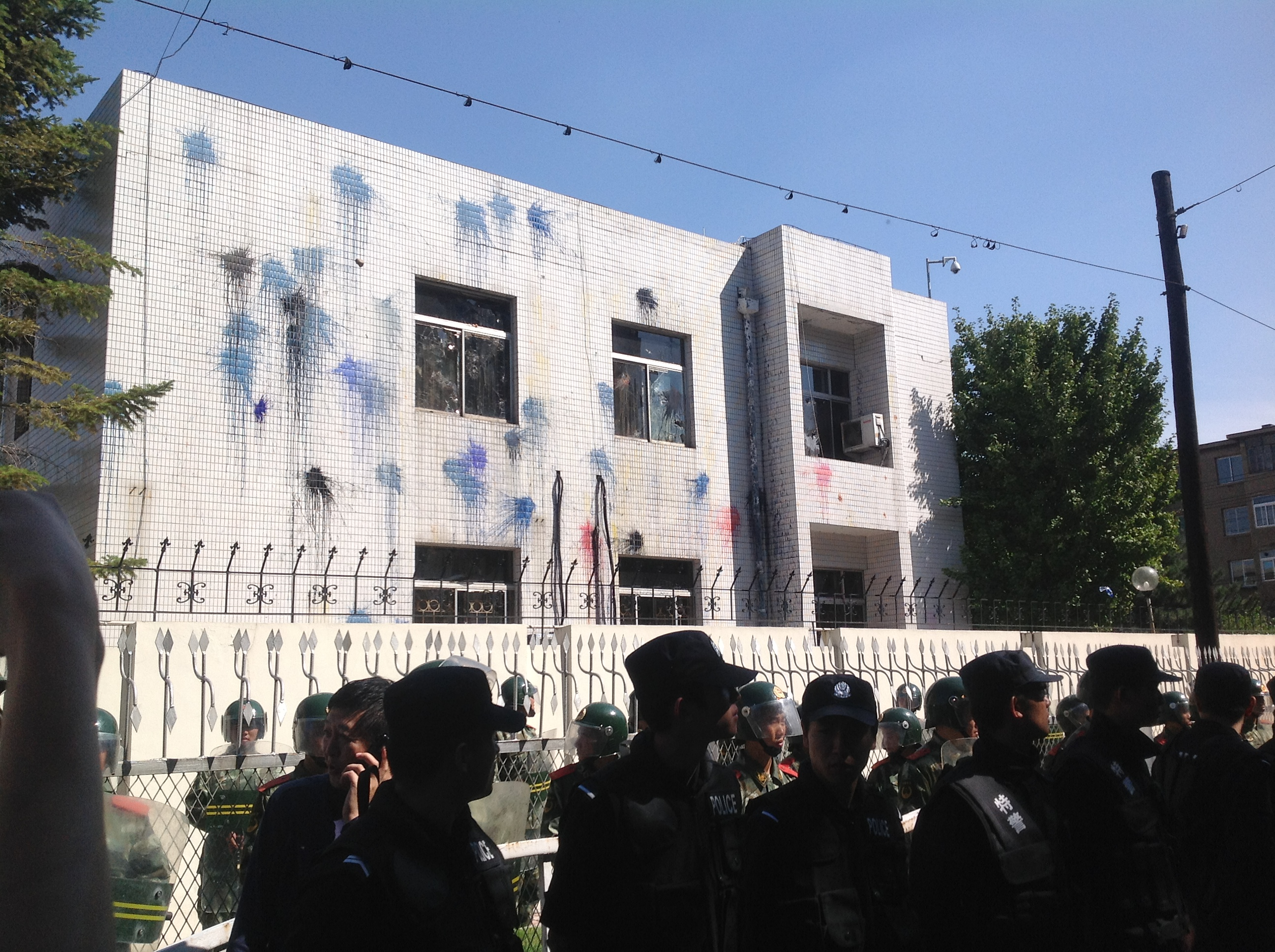
2012年9月18日，日本沈阳总领事馆遇袭，墙壁上布满墨水痕迹，部分玻璃被砸破。

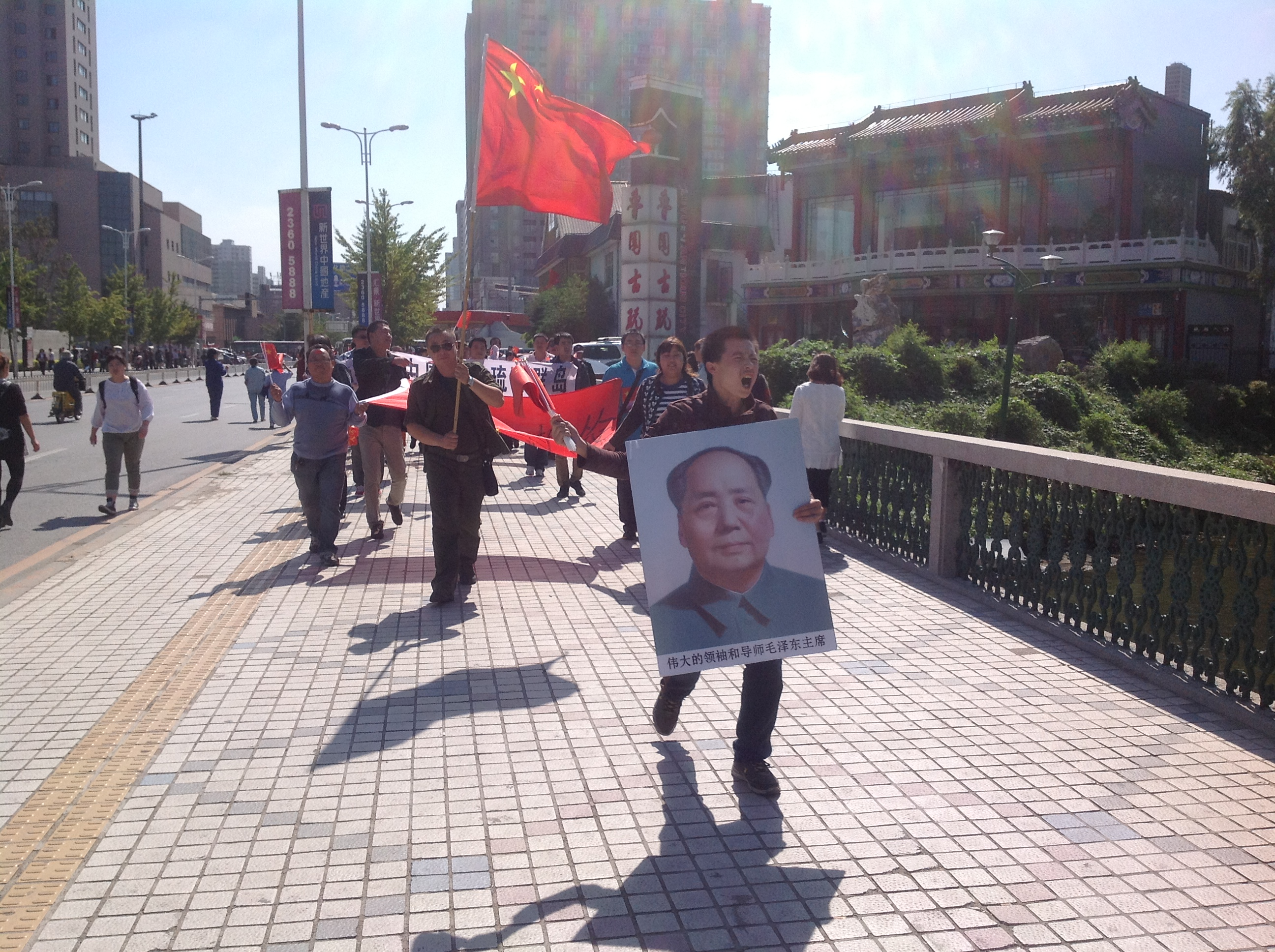
2012年9月18日举着毛泽东像的沈阳示威者

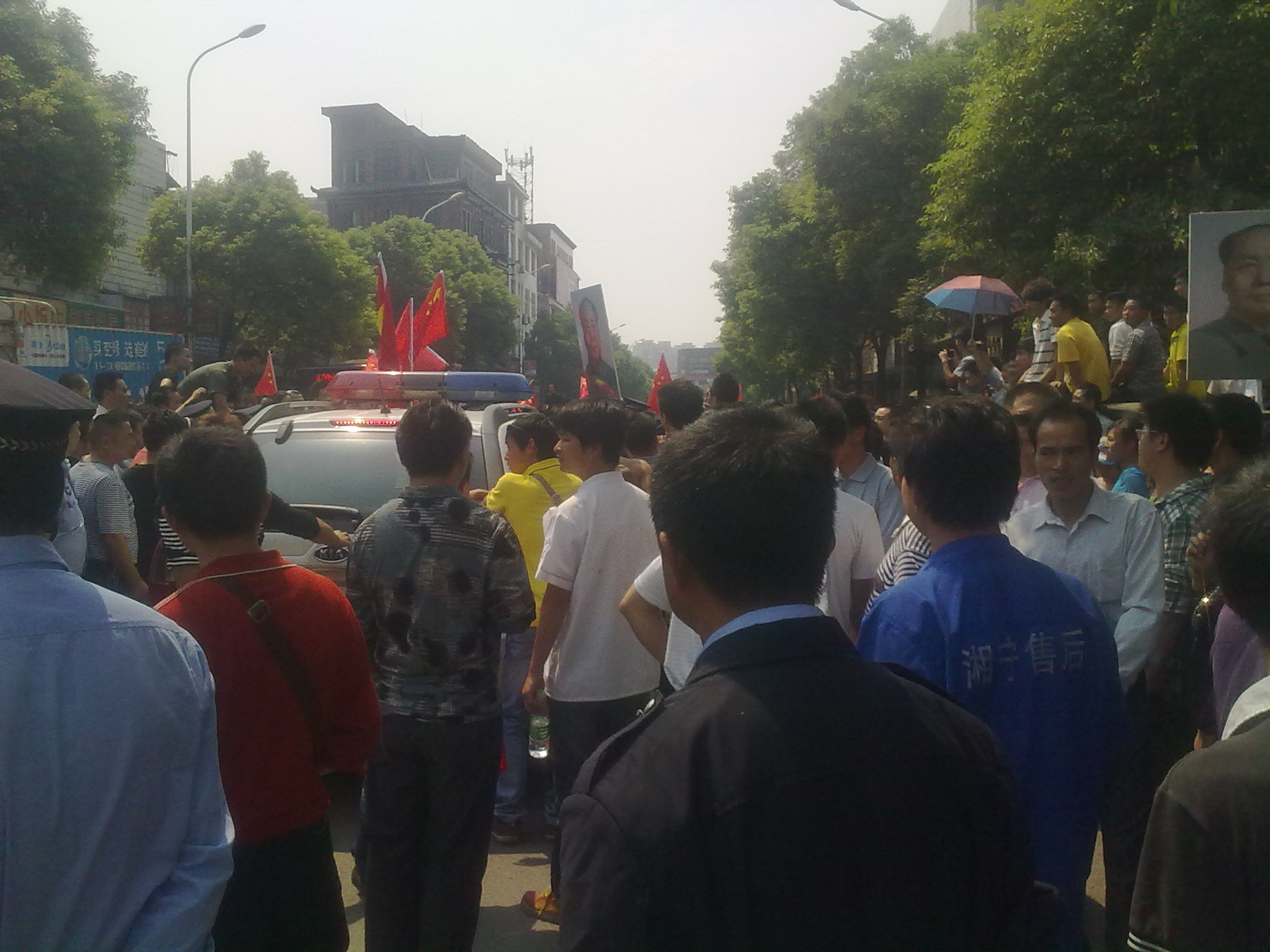
2012年9月18日，长沙人民抗议日本政府國有化钓鱼岛。

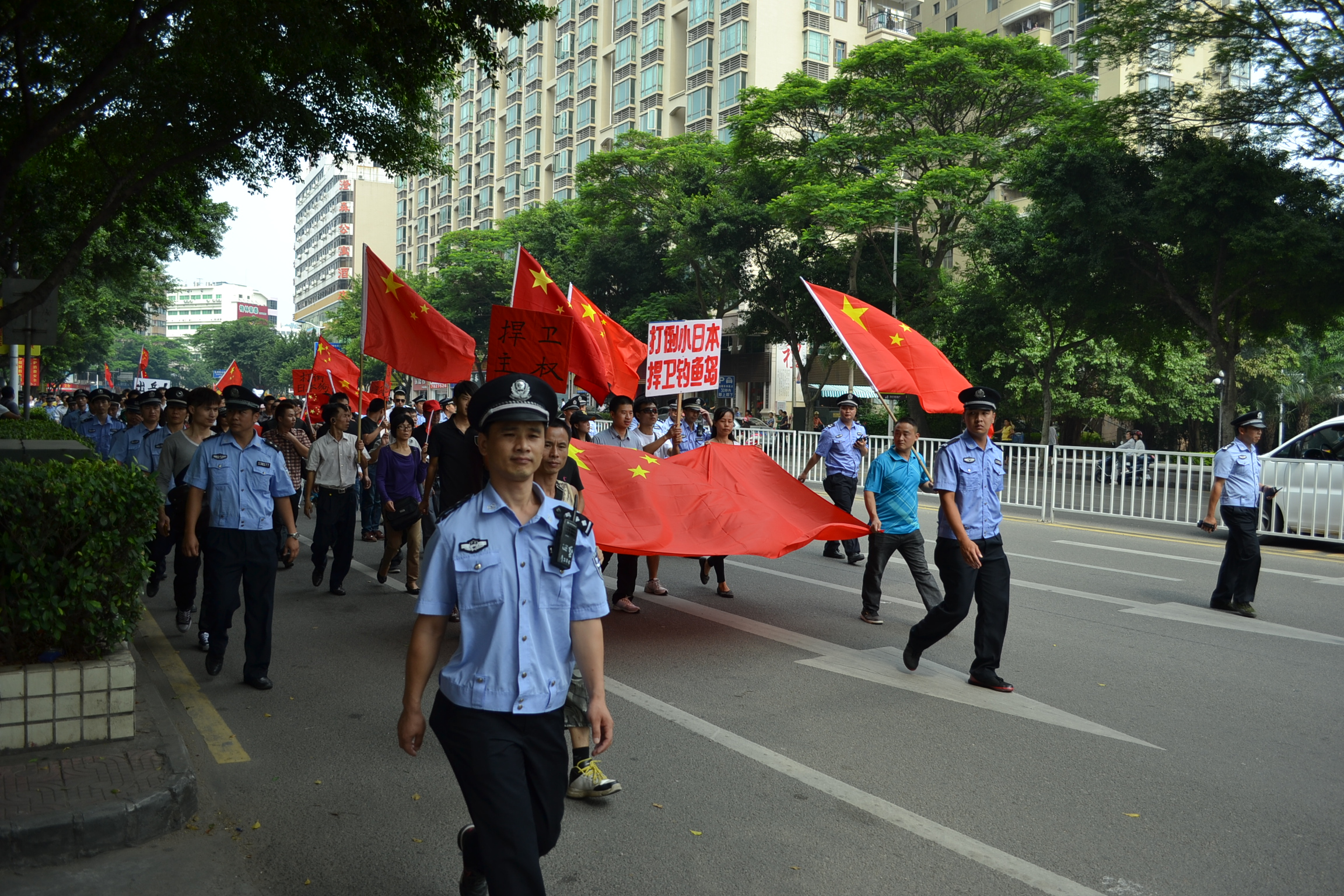
2012年9月18日上午在广东省惠州市有群众参加纪念九一八的反日游行

北京
9月11日上午，约20名抗议者在日本大使馆前聚集，拉开了大规模反日示威活动的序幕。当天有男子试图开车冲击大使馆大门。
9月12日，日本大使馆前先后发生了数起反日示威活动，规模从50人到100人不等。抗议者呼喊“抵制日货”等口号，举起标语在大使馆前游行。部分示威者向大使馆内抛掷塑料瓶等物，但都立即被警察制止。当日，大使馆前停有数十辆警车，大量警察在现场维持秩序，没有发生大的骚乱。
9月13日，日本大使馆前连续第3天出现反日示威活动，约40人手举五星红旗和反日标语游行。
9月14日，日本大使馆前上午9时起又相继出现了数起反日示威活动，规模在50人左右。抗议者在大使馆前游行，部分示威者抛掷塑料瓶等物。大使馆前的警车比13日更多，有100余名警察维持秩序。正门附近安装了新的监视摄像头，警备进一步加强。
9月15日早晨开始在日本大使馆前举行示威活动，示威人群向日本大使馆扔鸡蛋和塑料瓶，但中国警方没有制止。部分示威者试图闯入大使馆时与警备的武警发生了冲突。据估算人数最多时有数千人参与了示威活动。
9月16日早晨8点起陆续有抗议人士聚集在日本大使馆前，数千名示威者在大使馆前进行示威游行，部分示威者向大使馆投掷塑料瓶等物品。政府在大使馆附近部署了1000人以上的警察以维护治安，警备防范比15日更为严密，并带走部分有过激行为的示威民众。
9月17日，自上午8时起日本大使馆前开始爆发反日示威活动，200余名民众参与了示威游行，他们手持中国国旗，呼喊口号，通过大使馆前。至此，大使馆前的游行已持续一周。由于17日为工作日，参加游行的人数比16日和15日有所减少。
9月18日，据《美国之音》报道，约有6万名北京民众在上午8时许陆续到达日本驻华大使馆前示威。 约有5000人参与了示威游行，部分示威者向使馆抛掷了塑料瓶和鸡蛋等物，使馆部分窗玻璃被砸破。
沈阳
9月18日，早晨开始一些示威者开始在日本总领事馆前聚集，一些人向总领事馆内投掷石块等物品，砸坏了部分窗玻璃。参加人数总计超过2000人，部分示威者也向总领事馆附近的日系企业、日本饭馆等抛掷了塑料瓶等物。
苏州
上千人在市中心手举“打倒小日本”、“還我釣魚島”等标语进行抗议。
南京
游行队伍在铁路南京站及迈皋桥附近集合，然后冲破警方防线，游行到南京大屠杀遇难同胞纪念馆外，有示威者用棍棒敲打及脚踢日本牌子的汽车。
西安

9月15日，许多停在马路边的日本品牌的汽车被部分示威者掀翻，并打破其车窗。 一家日式餐厅也被示威者暴力破坏。 目击者指打砸者多为纹身男子。 西安鐘樓飯店遭示威者圍攻，要求“交出酒店內的日本人”，并與防暴警察發生激烈衝突。甚至新加坡百樂酒店集團旗下的西安君樂城堡酒店也受到了衝擊。 一名日系車車主被暴徒用U型锁襲擊，最終頭部顱骨被打穿，并導致其失去行走及語言能力。
长沙
9月15日，日资百货店平和堂的正门玻璃被示威者用铁棒打破，并闯入店内将平和堂招牌拆下并烧毁，店内的高档手表专卖店和高档首饰柜台遭到洗劫， 平和堂遭打砸抢而造成一定损失。 并有多辆日本车被砸。
青岛
9月15日，日资超市佳世客黄岛店被150名左右的示威者闯入，店内玻璃窗被打破，并有人抢走商品，示威人群一共在店内逗留了五个小时才离去。由于超市内的工作人员在示威人群闯入店内前实施紧急关店避难，因此没有工作人员受伤的报告。 同时，丰田汽车集团在青岛一家代理店被纵火，据称损失过亿， 佳世客仓库保管的价值24亿日元的货物中，有一半被抢夺或毁损 。
成都
9月14日夜晚和9月15日早晨，几家7-11连锁便利商店在遭到袭击，店铺被破坏并有一部分商品被抢走。
9月16日，超过千人在成都天府广场聚焦示威，并前往川军抗日阵亡将士纪念碑，并试图去美国总领事馆示威，但最终被警方所劝阻。当日，日资大型百货和超市暂停营业。
福州
9月18日，上午开始有數千名示威者在台江中亭街、台江青年会广场集结，从八一七路，直到古田路。最终游行至五一广场进行游行示威活动。期间有警察秩序维护，并无造成任何受伤和打砸斗殴事件。
广东
9月15日，深圳市和东莞市的示威活动中，部分示威者打砸日本寿司店和料理店，并袭击和抢劫了日资企业的物质仓库。
广州
9月16日，上午开始有數千名示威者烈士陵園集合後，舉著各種橫額標語及毛澤東畫像遊行往日本總領事館，沿途有過千公安排成人牆戒備。遊行隊伍在10時許到達領事館所在的花园酒店外，並開始嘗試衝擊在門外戒備的武警。北京时间12时左右，一部分示威者冲破警察的阻拦闯入花园酒店，打破了酒店一层大堂和二层日本料理餐厅的部分玻璃，一至三樓均被破壞，放在酒店待售的月餅被搶劫一空，另外示威者还打碎了通过建筑物前的一辆日本车的玻璃。期間有20多人爬上酒店門外約10米高的簷篷，揮動國旗，展示橫額。示威者占领了酒店大门，挥舞五星红旗，呼喊口号，约1小时后被警察赶出。 有廣州中學生自發舉起「拒絕暴力，理性愛國」的標語。
繼而有示威者繼續在環市路向東遊行，期間繼續打爛動物園南門附近的壽司店及紅酒店，再經天河立交天橋走至天河城附近，再次集結示威，並且焚燒廣告，現場混亂。天河城全部停業，裡面的吉之島隨之關門，門前堆放水馬並有公安駐守。附近的體育西路站站則有另一幫人搗亂，爬過鐵欄坐霸王車。萬菱匯後面有人帶頭打爛一部外國領事館的日系車。太古匯停業。遊行隊伍再行至崗頂附近，再扯下日系汽車的外牆廣告，圍攻頤高數碼廣場的佳能、尼康的相機專賣店，後被警方制止。
香港有線電視採訪其中一些示威者時，回答均來自外省，其中一個回答來自四川，並稱之所以到廣州示威是因為四川「沒有領事館」，另外有示威者表示是「公司」組織過來遊行。《南方日報》在微博中轉載圖文指行動是有組織的，並且當有人勸喻理性的時候就會有人阻止及打罵，這些人中有人回答是來自湖南。 有廣州民眾稱：「衝入酒店、衝擊店舖的人都是說普通話，夾雜各地口音」，質疑這些人的來歷，更對他們扮成廣州人到處搞事感到憤怒。有年輕人極力阻止暴力行為，大喊：「你們算乜愛國呀﹗你們破壞我們國民的公物是愛國嗎？」，但無人理會。 微博消息指出，廣州不少參加示威的人在散去時沒有使用羊城通，而是在售票機買票。
當晚又有中學生自發在花園酒店及對開的環市路打掃及清理街道。 這種在中國大陸少有發生的「文明舉動」再次引起香港媒體關注，官方香港電台特別予以報導。
深圳
9月16日，数千名示威者分成几队进行示威游行。一部分示威者在原市政府附近毁坏警车，并向警察投掷石块等物品。警方向示威人群发射了10发左右的催泪弹，并逮捕了数名有过激行为的示威民众。 有《南華早報》記者在現場採訪時被四五名內地公安毆打，且在多次表明身份後對方仍不罷手，後來他們看到其鼻子出血才離開。香港新聞行政人員協會發表聲明稱，對香港記者被打一事“極度遺憾”，予以譴責，并促請深圳有關部門確保記者在當地採訪時的人身安全受到保障, 同時確保今後不再有同類事件發生。
9月20日，在深圳一个有很多日系企业的工业区，至少有2个工厂的数千名工人从早上8时开始举行罢工，穿着工作服走出工厂进行游行。工人们喊着“钓鱼岛是中国的”等口号，游行一直持续到下午3时，所有爆发游行的工厂均停工。也有参与游行的工人提出增加工资、改善待遇等要求。据深圳工商联所说，19日也有至少2个日系工厂的中国工人进行了反日游行，并且毁坏了一些工厂的大门和栅栏。
惠州
9月16日上午，约近千名市民相应网上号召参加反日游行，游行途径市区主要道路，行至惠州市政府门前结束，游行群众在市政府门前插上标语后自行解散，并合影留念，警方则不断封路，并出动大量警察维护秩序，在游行结束后迅速拆除各种标语横幅。
9月18日上午，约百余名群众在警方的护卫下于九一八事变当日在市区主要道路上举行示威游行，由于当日为工作日，人数不多，警方一路维护秩序。
这两次游行的秩序都表现了克制，多数人都有自制标语，并挥舞国旗，并在车上贴有标语和国旗。多数日系车车主在游行当日选择不开车或者把车标文字用国旗贴纸覆盖。
香港
9月16日，香港保钓行动委员会在香港发起反日游行，下午3时20许，游行队伍从维多利亚公园开始，并前往日本驻港领事馆。据香港保钓行动委员会称，游行共有5000人参加，而警方则估算高峰时约有850人参加。此外，参加这次流行的人士中，还包括来自中國內地、澳門和台灣的保钓团体代表。

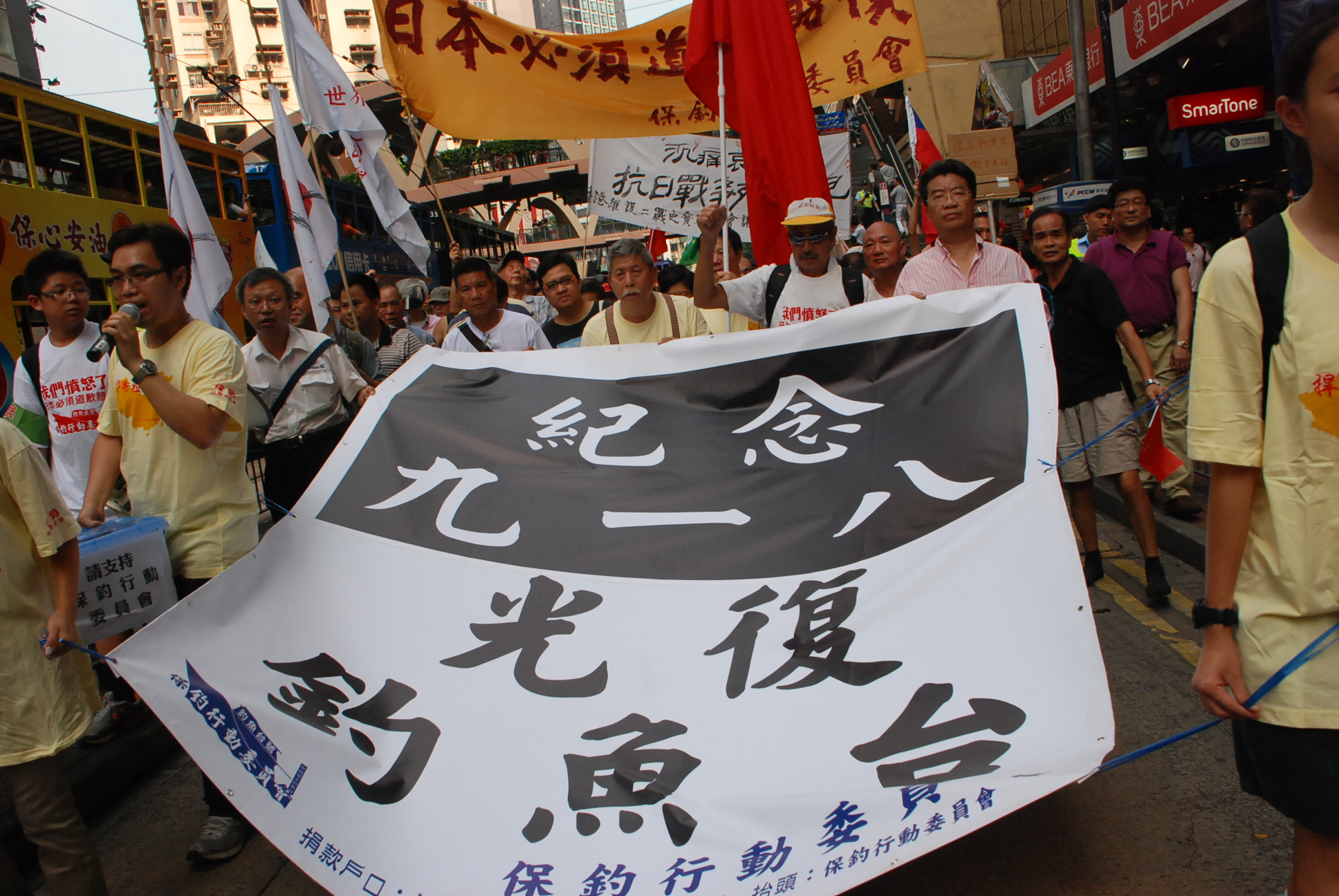
保钓行动委员会「纪念九一八，光复钓鱼台」大游行
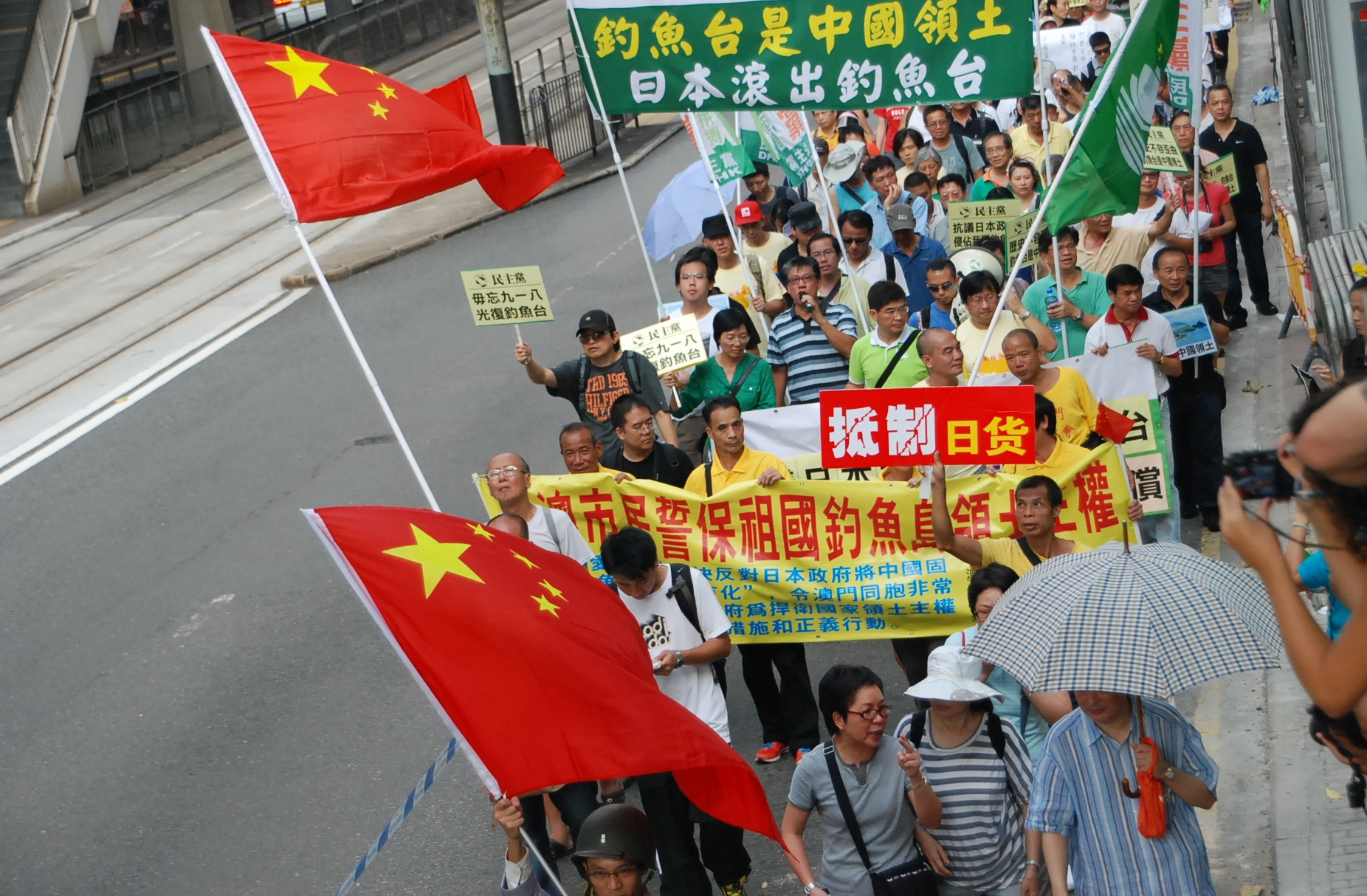
保钓游行隊伍
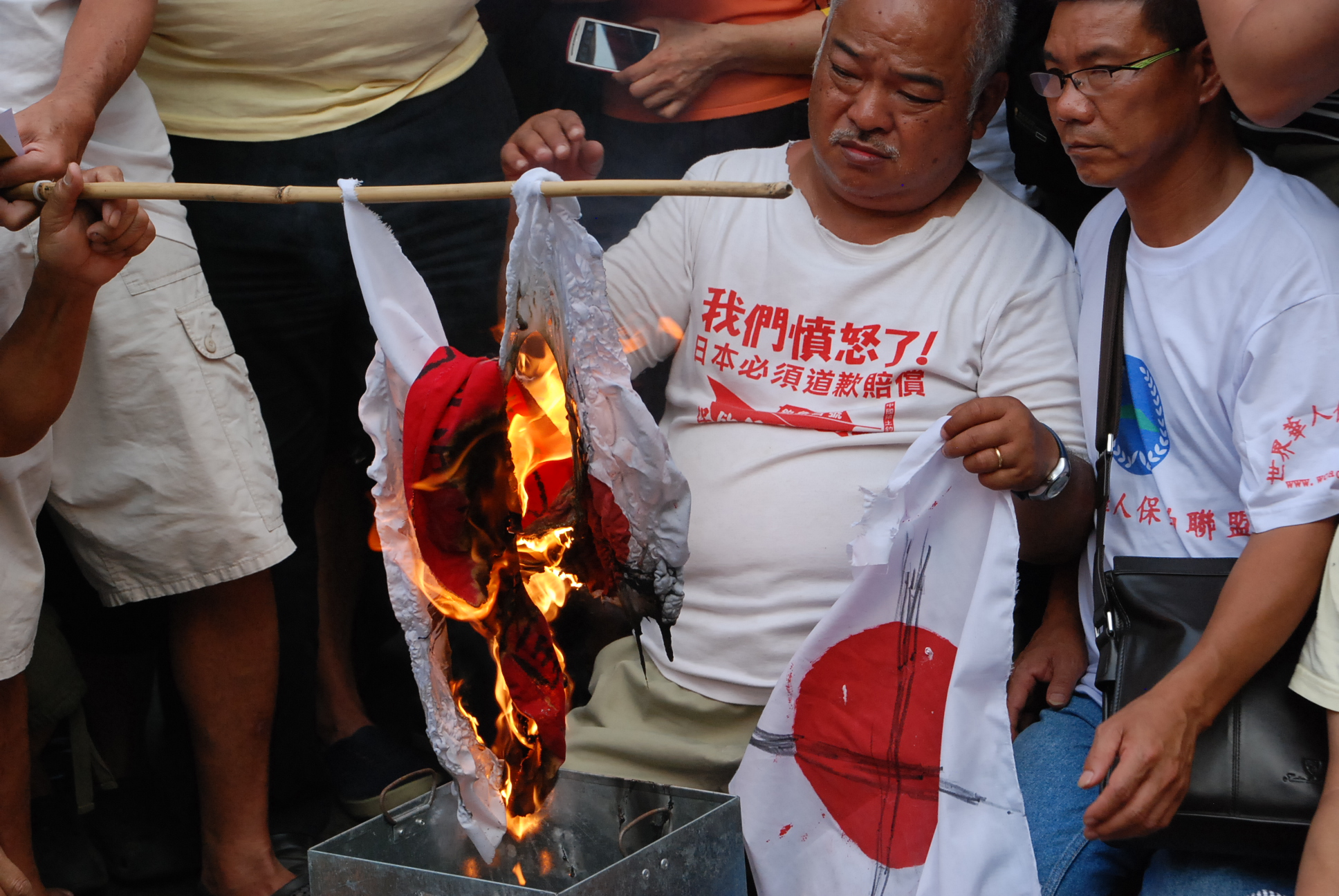
示威者在日本驻香港总领事馆门外，焚烧象征日本的旗帜（右二為曾健成）

### 反应

#### 日本官方
9月13日，日本驻华大使馆发布消息提醒在华日本人注意近期的反日示威游行，如非必要尽量不要外出，避免夜间出门，以保证自身安全。
9月14日，日本驻上海总领事馆在其官方网站上公布了9月15日、9月16日、9月18日示威活动的部分示威地点，以提醒各地的驻华领事馆注意。
9月15日，日本政府宣布将通过外交途径要求中国保证在华日本人的安全。
9月16日，针对不断升级的中国反日示威活动，首相野田佳彦对此表示谴责，并强调说，他将继续维护对尖阁群岛（中方称钓鱼岛）的主权，并称日本政府交加强监控，严防中国船只入侵相关海域。
他表示，日方需要采取“坚决对应”“冷静”的原则来处理问题，在向中国政府抗议的同时，强烈要求中国政府保证日本在华国民和企业的安全。同时他还担心争议造成的經濟影響。

#### 日本社会
9月14日，苍井空在新浪微博呼吁中日友好，各方反应不一。
佳能公司宣布，其在中国的主要的四家工厂中，有三家会在9月17日和18日暂时停工以保员工安全，松下电器在青岛的工厂也因“失火”而不得不停工。
9月17日，5名日本人活动家在日本东京都港区的中华人民共和国驻日本大使馆前进行了抗议示威，要求“中日断交”“中国人滚出去”。
由于担心中日关系紧张，一些在中国遭受损失的日本企业的股票被抛售。
9月18日，日本民主黨政策調査會長前原誠司在接受记者采访时表示：“尖閣（即中国所称的钓鱼岛）是日本的固有领土，这是无可争辩的事实。中国的行为是在太令人遗憾了。”对于反日游行中造成的日系企业的损失，前原表示“中国政府应该好好应对。”
9月18日，日本奥迪在Twitter上对中国云南省奥迪店铺前的反日横幅事件表示道歉。
9月18日，百度日本负责人就Baidu.com使用钓鱼岛logo一事表示并不知晓任何消息。

#### 中国
《星岛日报》转引微博评论称，“中国政府就是这样，太软弱了，民众自发组织反日还给拦下来”。
9月16日，大陆国有媒体呼吁民众要理性爱国，不要伤害自己的同胞，不能以“爱国之名”，行“打砸抢”之实。
9月16日，长沙警方刑事拘留多名在9月15日游行示威活动中参与暴力骚乱的人士。
9月17日，广州警方发布通告，称9月16日下午广州民众发起反日游行时，有不法分子打砸日系汽车，现已刑事拘留10人，行政拘留1人。
9月18日，在外交部例行记者会上，在被问及反日游行是否民众自发、是否有政府参与支持时，发言人洪磊回答说：“……是公众的自发行为。这种行为表达了中国人民对于日方侵犯中国主权的强烈义愤，对日方挑战世界反法西斯战争成果和战后国际秩序的强烈不满。日方应正视中国人民发自内心的正义呼声，切实改正错误做法，回到谈判解决钓鱼岛争议的轨道上来。”
9月19日，青岛警方发布微博通报，称已对9月15日抓获的涉嫌暴力犯罪人员依法刑事拘留。
9月19日，商务部举行发布会，在被问及中国是否会赔偿少数日本在华企业被打砸抢的损失时，发言人沈丹阳回应称，商务部坚决支持合法爱国行为，受损失的企业应向有关部门及时报案备案。

#### 美国
美国东亚暨太平洋事务助理国务卿库尔特·坎贝尔回应表示“华盛顿不会在此事上偏袒任何一方”。

### 媒体評論打砸搶
- 人民网发表题为《我们怎样保卫钓鱼岛？》的评论，文章称此次反日游行为“涉日游行活动”，认为“失去理性的暴行与日本政客没有区别”。[110]

- 中国雅虎评论称，“在一个没有基础性道德规范的社会中，人们充满激情所做的事情，必然是相互伤害。这个社会中陌生人之间的交易越发达，人们相互伤害的频率就越高、强度就越大。”[111]

- 《中国新闻周刊》发表专文评论称，“弱者面对曾欺凌过自己国家的强国，更多的会有一种怨恨心态。因为力量有限，所以更倾向于在自家街头发泄愤怒。抵制外国货、甚至打砸自家同胞所拥有的外国货，动辄指责其为汉奸，通常也是弱者的武器。……中国的世界地位已经有所提高，而在心灵上也应该成熟起来。不管是思考自己还是思考世界，都不能仅仅停留在病恹恹的那个时期。”[112]

- 《南方都市报》发表评论称：“任何拥有起码判断、抱有基本理智的人，恐难将这满是戾气的打砸暴行与其口中的爱国热忱挂上联系。……具备独立思考、理性作为的公民群体，应当成为这个国家得以发展、拥有自由与尊严的正能量。”[113]

- 《新京报》发表专文评论称，在游行过程中，虽然违法的只是个别人，但却让爱国行动蒙羞，爱国不是僭越法律的借口，否则就会异化为违法犯罪，只会伤害爱国共识。[114]

- 《北京青年报》发表评论称，“冒烟的街区，翻倒的汽车，脸孔扭曲的人，这不是文明社会应有的景象，而更像是可怕的蒙昧图景。……如果任由这种势头继续下去，不仅钓鱼岛问题不可能得到解决，就连民众正常的生活秩序也无法保障。火速制止打砸烧抢是必须的，而着眼于化解戾气的长远举措也应该加速酝酿。”[115]

- 《大公报》发表评论称，“一些砸店烧车冲击日本人的举动，并非真的是想表明其反日爱国之心，不过是借此来发泄平日被压抑的对现实的强烈不满。因为在中国，爱国具有极大的政治正确性，在爱国的名义下，即使做出过火行为，政府也很难追究他们的责任。……它与政府不得不借助爱国主义和民族主义来建立和增强‘合法性’有莫大关系。”[116]

- 《明报》转引北京理工大学教授胡星斗评论称，在游行过程中出现失控情况，原因在于民众缺乏公民意识。官方在游行过程中采取某种程度上的默许，以转移社会视线，增强凝聚力，发泄民间情绪。[49]

### 媒体其他評論
- BBC指出游行得到中国政府默許，并指出中国過去经常允许反日情绪在民间发泄轉移對中國政府的不满情绪。[117]

- 美国之音认为，鉴于目前中国腐败盛行，不能排除民间反日情绪演变成反政府示威的可能。[118]

- 澳洲《聯合報》指，在各地的遊行人群中，除了反日標語外，不少人高舉中共已故領導人毛澤東遺像，舉著「毛主席，我們想念您」的布條，甚至有遊行民眾唱起國際歌，似乎想對當局表達一些弦外之音。[119]

- 《明镜周刊》采访德国对外关系协会负责人桑德·施耐德（Eberhard Sandschneider），他称中、台、日三方政府之所以因为钓鱼岛而关系紧张，是因为受到民族主义势力的压力。就中国反日游行中表现出的“抵制日货”倾向，施耐德认为，贸易战可能会比实际战争更加危险。[120]

- 英語《日本時報》Roger Pulvers在2012年10月14日發表專欄文章指的起因是東京都知事石原慎太郎為了個人的政治利益，率先找釣魚島島主栗原家族洽購，又在美國登報爭取支持。雖然石原最後未能以東京都的名義收購釣魚島，但卻成功在日本國內製造輿論，逼使日本政府出手買島，因而造成日本的外交災難，引來中國的反日浪潮。他又指本次事件類同1959年赫魯曉夫外訪美國，指因地方官員的不當言論導致兩國芥蒂加深，三年後更加爆發古巴危機，以說明地方官員不適宜插手外交事務。[121][122]

- 路透社评论称，“此次全国范围的反日游行，反映出很多中国人因日本在二战期间占领中国所遗留的怨恨。”[123]